# 白马龙潭寺
白马龙潭寺，位于中国云南省丽江市古城区大研街道光义社区狮子山南端山脚下，建于清乾隆十九年（1754年）。
1982年，白马龙潭寺公布为县级文物保护单位。